# Cappella delle Suore Serve dei Poveri del Beato Giacomo Cusmano
Cappella delle Suore Serve dei Poveri del Beato Giacomo Cusmano är ett kapell i Rom. Det är beläget vid Via dell'Imbrecciato i quartiere Portuense och tillhör församlingen Santa Silvia.

## Historia
År 1880 grundade den italienske prästen Giacomo Cusmano (1834–1888; saligförklarad 1983) i Palermo Suore serve dei poveri, det vill säga De fattigas tjänarinnor, med uppgift att ta hand om stadens fattiga och behövande.
I Rom uppfördes systrarnas generalkuria under 1950-talet. Kapellets grundplan är en oregelbunden fyrhörning. För att klassas som ett kapell är mittskeppet ovanligt högt. Kapellets tre skepp avdelas av pelar- och kolonnknippen. Mittskeppets valv är spetsbågiga; korbågen utgörs av en kraftigt profilerad spetsbåge. Högaltaruppsatsen har två kolonner i kompositordning, vilka bär upp ett pediment, krönt av en strålkrans med den helige Andes duva.